# Сергиј Скаченко
Сергиј Скаченко (18. новембар 1972) бивши је украјински фудбалер.

## Каријера
Током каријере играо је за Иртиш Павлодар, Торпедо Москва, Динамо Кијев, Мец и многе друге клубове.

## Репрезентација
За репрезентацију Украјине дебитовао је 1994. године. За национални тим одиграо је 17 утакмица и постигао 3 гола.

## Статистика
| Украјина | Украјина | Украјина |
| Год.     | Ута.     | Гол.     |
| -------- | -------- | -------- |
| 1994     | 4        | 0        |
| 1995     | 0        | 0        |
| 1996     | 0        | 0        |
| 1997     | 0        | 0        |
| 1998     | 4        | 3        |
| 1999     | 7        | 0        |
| 2000     | 0        | 0        |
| 2001     | 0        | 0        |
| 2002     | 2        | 0        |
| Укупно   | 17       | 3        |